# Pauesia longicauda
Pauesia longicauda är en stekelart som beskrevs av Chiriac 1993. Pauesia longicauda ingår i släktet Pauesia och familjen bracksteklar. Inga underarter finns listade i Catalogue of Life.